# Xavier León i Solé
Xavier León i Solé   (Barcelona, 6 d'octubre de 1985) és un ex-pilot de trial català que destacà en competicions estatals durant la dècada del 2000. Al llarg de la seva carrera en aquesta modalitat va guanyar un campionat d'Espanya en categoria Sènior B (2005) i un campionat de Catalunya (2008). Més tard, León va passar a competir en enduro extrem (Hard Enduro) i va obtenir-hi diversos èxits internacionals, entre ells la victòria a la Copa d'Europa d'Enduro Extrem del 2016.